# Wormaldia pulla
Wormaldia pulla är en nattsländeart som först beskrevs av Mclachlan 1878.  Wormaldia pulla ingår i släktet Wormaldia och familjen stengömmenattsländor. Utöver nominatformen finns också underarten W. p. marlieri.